# Fernandezina andersoni
Espèce
Fernandezina andersoni est une espèce d'araignées aranéomorphes de la famille des Palpimanidae.

## Distribution
Cette espèce est endémique du département de Boyacá en Colombie,. Elle se rencontre vers Almarena.

## Description
Le mâle holotype mesure 3,1 mm et la femelle paratype 3,4 mm.

## Étymologie
Cette espèce est nommée en l'honneur de Robert S. Anderson.

## Publication originale
- Cala-Riquelme, Quijano-Cuervo, Sabogal-González & Agnarsson, 2018 : New species of Otiothopinae (Araneae: Palpimanidae) from Colombia. Zootaxa, no 4442(3), p. 413-426.